# Seiska
La Seiska (in finlandese Numero sette) è la nona e ultima divisione del campionato di calcio finlandese ed è gestita a livello regionale. 
È composta da 3 gironi all'italiana, presenti nel distretto di Helsinki. Le squadre promosse salgono nella Kutonen; non esistono retrocessioni.

## Gruppi
I gironi sono così ripartiti per regione:
- Helsinki - 3 gruppi (37 squadre)

Gruppo 1 2010
Gruppo 2 2010
Gruppo 3 2010